# Mile Janakieski
Mile Janakieski (en macédonien : Миле Јанакиески), né le 18 septembre 1978 à Prilep, est un homme politique macédonien membre de l'Organisation révolutionnaire macédonienne intérieure - Parti démocratique pour l'Unité nationale macédonienne (VMRO-DPMNE). Il est ministre des Transports entre 2006 et 2015.

## Biographie

### Formation et vie professionnelle
Il entre en 1998 au Anatolia College de Thessalonique, dont il sort trois ans plus tard avec un baccalauréat universitaire ès lettres en gestion et administration des affaires.
Dès août 2001, il est recruté par le ministère macédonien des Finances, où il occupe notamment les fonctions de directeur de cabinet du ministre Nikola Gruevski entre juin et novembre 2002. Après l'alternance, il retourne dans l'administration du ministère.

### Engagement politique
Il devient en octobre 2004 directeur de cabinet de Gruevski au VMRO-DPMNE. Il réintègre en août 2005 le ministère des Finances tout en obtenant un poste dans le secteur privé.
Mile Janakieski est nommé ministre des Transports et des Communications le 28 août 2006 dans le premier gouvernement du président du gouvernement conservateur Nikola Gruevski. Il est reconduit le 26 juillet 2008 et le 28 juillet 2011. Maintenu pour un quatrième mandat le 19 juin 2014, il est toutefois remplacé le 13 mai 2015.